# Piano Provenzana
Piano Provenzana è una stazione sciistica situata nel versante nord dell'Etna, detta anche Etna Nord, a quota di 1.810 metri s.l.m. nel territorio del comune di Linguaglossa.

## Descrizione
Contrariamente alla stazione sciistica situata sul versante meridionale dell'Etna (Etna Sud), incentrata intorno al Rifugio Sapienza e dominata da un paesaggio pressoché esente da vegetazione e dominato dalla pietra lavica (separate dall'immensa valle del Bove), la stazione di Piano Provenzana di Linguaglossa è immersa in una grande pineta ed ha l'aspetto di un paesaggio alpino con l'aggiunta della visione del mare Ionio ad est e dello Stretto di Messina a nord.
Anche questa stazione sciistica, dotata di quattro piste, è stata colpita dalle eruzioni del 2002 e, come avvenuto per l'Etna sud, si è dovuto provvedere alla ricostruzione delle strutture danneggiate.
La stazione dispone di piste per la pratica dello sci, sci di fondo, scialpinismo e snowboard. Esistono due piste per lo slalom servite da due skilift, piste per lo sci di fondo ed altri sport invernali. Una delle piste, prima che fosse danneggiata dall'eruzione, era omologata F.I.S. per slalom e slalom gigante e vi si è disputata la Coppa Italia F.I.S. del 2001.

### Impianti di risalita
La stazione sciistica è servita da 4 impianti di risalita, 3 skilift 1 seggiovia quadriposto, tutti di moderna generazione.
i 3 skilift servono altrettante piste e sono: monteconca, coccinelle, anfiteatro; la seggiovia, invece, la pista blu pouchoz-tanaurpi.

### Accessi
La stazione è raggiungibile in auto tramite l'autostrada Messina-Catania dall'uscita di Fiumefreddo di Sicilia, da dove, in circa 15 minuti, si arriva al centro abitato di Linguaglossa per poi poter proseguire verso la pineta.
Linguaglossa dista circa 45 km da Catania e 70 km da Messina.